# Herman Rydin (professor)
 Der er flere personer med dette navn, se Herman Rydin.
Herman Ludvig Rydin (født 13. august 1822 i Jönköping, død 22. november 1904 i Uppsala) var en svensk universitetslærer og politiker. 
Rydin blev 1848 Dr. phil. og 1851 cand. jur. samt kreeredes ved Lunds Universitets jubelfest 1868 til æresdoktor i juraen. 1855—90 var Rydin professor i svensk statsret, kirkeret, militærret og folkeret ved Uppsala Universitet. Rydin var i mange år medlem af Rigsdagen, først af første kammer, derefter af andet, og udviklede her en betydelig politisk virksomhed, særlig efter sin 1885 foretagne tilslutning til det protektionistiske parti. Rydins videnskabelige produktion var betydelig; såvel i større værker som i mangfoldige brochurer behandlede han politiske spørgsmål, således i skatte-, repræsentations- og værnepligtssager. Hans arbejde om Svenska riksdagen, dess sammansättning och verksamhet (2 dele, 1873 og 1878—79) var det grundigste og mest udtømmende arbejde, som fandtes om dette emne. Gennemgående var Rydin imod en overførelse af parlamentarismen til de skandinaviske landes regeringssystem. Unionsforholdene mellem Norge og Sverige behandlede Rydin i forskellige skrifter, eksempelvis: Föreningen mellan Sverige och Norge från historisk och statsrättslig synspunkt betraktad (1863); han hævdede heri den norske konges absolutte veto eller ret til effektiv sanktionsvægring i grundlovsspørgsmål. I skriftet Anteckningar om den norska vensterns unionspolitik och dennas statsrättsliga karaktär under åren 1891—1902 (Uppsala 1902) optrådte han med skarphed mod det norske Venstres taktik og politik i unionsspørgsmålet.